# Šola za podčastnike Slovenske vojske
Šola za podčastnike Slovenske vojske (uradno Šola za podčastnike Andrej Komel plemeniti - Sočebran; kratica ŠPČ) je organizacijska enota Centra vojaških šol, ki izvaja program osnovnega vojaškega izobraževanja in usposabljanja podčastnikov, kakor tudi programe nadaljevalnega in dopolnilnega vojaškega izobraževanja in usposabljanja (VIU) podčastnikov Slovenske vojske. Sedež Šole za podčastnike je v Vojaškem objektu Kadetnica v Mariboru. Programi VIU se izvajajo v Vojaškem objektu Kadetnica ter v vojašnici Franca Uršiča v Novem Mestu.     

## Zgodovina
Šola za podčastnike Slovenske vojske je bila ustanovljena kot šola za podčastnike TO RS 16. decembra 1991; to je bila tudi prva vojaška šola v samostojni Sloveniji. Šola za podčastnike Teritorialne obrambe je poskusno generacijo kandidatov za podčastnike TO sprejela na šolanje 6. januarja 1992. Šolanje je začelo 58 slušateljev in ga 9. maja 1992 uspešno končalo 55 slušateljev. Tega dne je šola dobila tudi svoj bojni prapor.
Šola za podčastnike se je septembra 1992 preselila v Vojašnico Franca Rozmana - Staneta v Ljubljani (danes Vojašnica Edvarda Peperka). Na novi lokaciji je 19. oktobra 1992 začela šolanje prva redna generacija Šole za podčastnike. Šolanje je začelo 79 kandidatov, 13. februarja 1993 pa ga uspešno končalo 75 slušateljev.
Šola za podčastnike se je 21. aprila 2006 preimenovala v Šolo za podčastnike Andreja Komela plemenitega Sočebrana. S približevanjem in vstopom Slovenske vojske v Nato se je Šola za podčastnike spoprijemala s pomembnimi izzivi. V Slovenski vojski so bile uvedene nove formacijske dolžnosti, ki so po standardih primerljive s sodobnimi vojskami. Tudi zato so bili vpeljani nekateri novi programi in tečaji.
4. septembra 2012 je tedanji predsednik Republike Slovenije Danilo Türk Šolo za podčastnike odlikoval z zlatim redom za zasluge. Zlati red za zasluge se podeljuje za izjemne zasluge, dosežene za Slovenijo, na civilnem, diplomatsko mednarodnem in vojaškem oziroma varnostnem področju. Podeljuje se državljanom Republike Slovenije, tujim državljanom in izjemoma domačim, tujim ter mednarodnim organizacijam.
Po večkratnih selitvah je sedež šole od leta 2014 v Vojaškem objektu Kadetnica v Mariboru in je organizacijska enota Centra vojaških šol.

## Andrej Komel pl. Sočebran (Solkan, 3. 10. 1829–Gradec, 12. 11. 1892)
Andrej Komel se je rodil 3. oktobra 1829 v Solkanu, v družini kovača in drobnega posestnika Antona Komela. Osnovno šolo je obiskoval v Gorici. Tam se je vpisal na dveletno učiteljišče in ga končal 1848. Po končanem šolanju se je zaposlil kot občinski tajnik v Solkanu. 
Leta 1848 je v deželah Habsburške monarhije izbruhnila revolucija. Pojavile so se prve zahteve po združitvi Italije. Ta naj bi vključevala tudi s Slovenci poseljene dele Posočja. V vojni, ki je sledila, so Avstrijci pri Novari in Custozzi premagali piemontsko vojsko in uporne Italijane. Med temi boji naj bi mladi Komel kot pripadnik vaških straž sodeloval pri zavrnitvi italijanskega poskusa prečkanja Soče pod Plavami.
Vojaško službo je Andrej Komel nastopil leta 1849. Po službovanju v različnih krajih habsburškega imperija je bil leta 1868 premeščen v Celovec v koroški pehotni polk št. 7. Po udeležbi pri pomiritvi upornega prebivalstva v Boki Kotorski in njenem zaledju leta 1870 se ni več udeležil nobene bitke. V njegovem polku v Celovcu je bilo nad 30 odstotkov slovenskih vojakov, zato jih je začel usposabljati v slovenskem jeziku. Poveljujoči polkovni jezik je bila sicer nemščina, a častniki so se morali vsaj za silo sporazumevati v jezikih, ki jih je govorila vsaj petina pripadnikov polka. Uspeh je bil tako velik, da je polkovni poveljnik tudi od preostalih častnikov zahteval, naj usposabljajo vojake v njihovem jeziku. Zaradi izgovorov, da slovenski jezik ne pozna vojaških izrazov, je Komel dobil nalogo, da v slovenski jezik prevede najnujnejše vojaške knjige. Tako se je začela njegova pot utemeljitelja slovenskega vojaškega izrazoslovja.
Andrej Komel je avtor prve prave slovenske vojaškostrokovne knjige Poljna služba, raztreseno vojevanje, nova puška in slovensko‑nemški in nemško‑slovenski slovarček, ki je izšla leta 1872. Druga izdaja je imela nekoliko ustreznejši naslov Bojna služba, raztreseno vojevanje, nova puška in slovensko‑nemški in nemško‑slovenski slovarček. Napisal je tudi več kot deset knjig v slovenskem jeziku s področja vojaške stroke. S svojim delom je želel slovenskim vojakom olajšati službovanje, neslovenskim častnikom pa usposabljanje vojakov slovenske narodnosti.
Andrej Komel je bil leta 1879 v zahvalo za tridesetletno vojaško službo, pogumno delovanje v bojnih spopadih in delo na vojaškem jezikovnem področju povzdignjen v plemiški stan. Dovoljena sta mu bila uporaba častne besede plemeniti in predikata Sočebran. Andrej Komel pl. Sočebran je bil upokojen leta 1886 s činom častnega majorja. Umrl je 12. novembra 1892 v Gradcu.

## Pesem Šole za podčastnike
Vojaška šola, to smo mi, prva v Sloveniji.
Tovarna znanja, taktike, to je šola za podčastnike.

Podčastnik je ugleden stan, kot plemeniti Sočebran.
Narodu je bil predan, njegov naziv je šoli dan.

Meč in knjiga je naš znak, vsepovsod pozna ga vsak.
Točnost, red in disciplina, to vse naša je vrlina.

Zbrani smo vsi rodovi, varni naši so domovi.
Na terenu praktiki, najboljši v taktiki.

Zemljo, zrak, visokogorje, branimo kot naše morje.
Zvesti svoji domovini, predani vojski in rodbini.
Znanje, strumnost in napor, vedno in povsod za vzor.

Brez bojazni in strahu, zdaj podčastniki so tu!

## Razvoj
- Šola za podčastnike TO RS (1991 - 1993).
- Šola za podčastnike Slovenske vojske (1993 - 1996).
- Šola za podčastnike Slovenske vojske Andrej Komel plemeniti - Sočebran (1996 - ).

## Poveljstvo
Poveljniki
- podpolkovnik Peter Jazbinšek (2024 - danes)
- podpolkovnik Boštjan Lesjak (2023 - 2024)
- major Jurij Gorenc (2022 - 2023)
- podpolkovnik Boštjan Lesjak (2020 - 2022)
- podpolkovnik Robert Simonič (2018 - 2020 )
- podpolkovnik Franjo Lipovec (2016 - 2018)
- podpolkovnik Marko Unger (2014 - 2016)
- štabni praporščak Marjan Horvat (2013 - 2014)

Načelniki
- polkovnik Rajko Velikonja (2008 - 2013)
- kapitan fregate Boris Geršak (2006 - 2008)
- polkovnik Srečko Lisjak (2004 - 2006)
- polkovnik Bojan Končan (2002 - 2004)
- polkovnik Vojko Štembergar (1994 - 2002)
- polkovnik Vojko Pavlin (1993 - 1994)
- major Andrej Kocbek (1991 - 1993)

Enotovni podčastniki
- višji štabni vodnik Marjan Horvat (2003 - 2004)
- praporščak Igor Skopec (2004 - 2009)
- višji štabni vodnik Davor Režek (2009 - 2011)
- praporščak Marko Pirc (2011 - 2013)
- praporščak Aleš Mihelič (2013 - 2016)
- praporščak Uroš Gornik (2016 - 2019)
- praporščak Damijan Muhič (2019 - 2021)
- praporščak Robert Bratuša (2021 - )

## Poslanstvo
Šola za podčastnike organizira in izvaja osnovno in nadaljevalno vojaško izobraževanje in usposabljanje podčastnikov, za pridobitev poklica podčastnik in opravljanje podčastniških dolžnosti. 

## Najpomembnejše naloge Šole za podčastnike
Šola razvija in implementira znanja, spretnosti in veščine, katere pri svojem delovanju potrebujejo podčastniki. Usklajuje specialistično usposabljanje in organizira ter izvaja nadaljevalno izobraževanje in usposabljanje podčastnikov:
- osnovno vojaško izobraževanje in usposabljanje kandidatov za podčastnike (OVIU);
- osnovno usposabljanje kandidatov za nižje vojaške uslužbence za delo v vojski (OUDV);
- nadaljevalno vojaško izobraževanje in usposabljanje (program za štabne in enotovne podčastnike, program višjega tečaja za podčastnike in program visokega tečaja za podčastnike);
- sodelovanje pri razvoju sistema vojaškega izobraževanja in usposabljanja;
- sodelovanje pri razvoju programov izobraževanja in usposabljanja;
- sodelovanje s tujimi oboroženimi silami na področju izobraževanja in usposabljanja;
- promocija podčastniškega poklica.

## Ostale naloge
- sodeluje pri razvoju sistema vojaškega izobraževanja in usposabljanja;
- sodeluje pri razvoju programov izobraževanja in usposabljanja;
- sodeluje s tujimi oboroženimi silami na področju izobraževanja in usposabljanja;
- sodeluje pri različnih mednarodnih projektih PČ zbora SV (Nato DEEP...)

## Lokacija
Sedež Šole za podčastnike je v Vojaškem objektu Kadetnica v Mariboru ter v vojašnici Franca Uršiča v Novem Mestu.

## Odlikovanja in priznanja
- Red Slovenske vojske (14. maj 2001)
- Zlata medalja CVŠ (24. november 2011)
- Zlati red za zasluge (4. september 2012